# Acronis
Acronis International GmbH, kurz Acronis genannt, ist ein globales Technologieunternehmen mit Hauptsitz in Schaffhausen, Schweiz, und operativem Hauptsitz in Singapur.

## Geschichte
Acronis wurde 2001 als Abteilung innerhalb von SWSoft gegründet und 2003 ausgegliedert.
2006 brachte SWSoft in einer Partnerschaft mit Acronis den Acronis True Image Server für SWSoft Plesk 8.1 heraus.
Im September 2012 wurde die GroupLogic Inc. aufgekauft und in das Unternehmen integriert, um zukünftig das Software-Portfolio mit Applikationen für File Sharing und Synchronisation auszubauen.
Im Mai 2013 kehrt der Gründer Serguei Beloussov in den Konzern zurück.
Im Jahr 2014 wurden die Firmen nScaled, ein Unternehmen für die Notfallwiederherstellung von Daten und der Hersteller des BackupAgents, ein Cloud-Backup Unternehmen, gekauft. Acronis verlegte seine operative Hauptzentrale von Boston nach Singapur. Der Sitz verblieb allerdings in Schaffhausen.
Seit 2016 ist ein Teil von Acronis eine AG.
Im Jahr 2019 wurde 5nine Software gekauft, um das Produkt-Portfolio für Microsoft Hyper-V und Azure zu erweitern.
Seit 2020 gehört DeviceLock, ein Anbieter von Dokumentenschutz-Software zu Acronis.
2021 berichteten Medien erneut von einem möglichen Börsengang, der allerdings bisher nicht vollzogen wurde. Das Unternehmen wird derzeit mit 2,5 Milliarden US-Dollar bewertet.

## Produkte und Standorte
Aus der ursprünglichen Software für Festplattenpartitionierung und Bootloader entstanden im Laufe der Jahre die aktuellen Disaster-Recovery- und Data-Protection-Lösungen sowie Cloud-Software mit Integration von Backup, Disaster Recovery, Cybersicherheit und Endpoint Management. Die Produkte werden sowohl von Privatanwendern als auch von kleinen und mittelständischen Unternehmen sowie internationalen Konzernen – wie der BT Group, Oxford Royal Dutch Shell und Volkswagen – eingesetzt.
Acronis beschäftigt rund 1.800 Mitarbeiter in 18 Ländern mit je einer Niederlassung (Stand: August 2020). Seine Forschungs- und Entwicklungszentren, Acronis Labs, befinden sich in Bulgarien, den Vereinigten Staaten und Singapur. Acronis betreibt 54 Cloud-Rechenzentren auf der ganzen Welt, darunter in den Vereinigten Staaten, Frankreich, Singapur, Japan und Deutschland. Die deutsche Tochter des Unternehmens ist die Acronis Germany GmbH mit Sitz in München.